# Resolució 1169 del Consell de Seguretat de les Nacions Unides
La Resolució 1169 del Consell de Seguretat de les Nacions Unides fou adoptada per unanimitat el 27 de maig de 1998. Després de considerar un informe del secretari general Boutros Boutros-Ghali quant a la Força de les Nacions Unides d'Observació de la Separació (UNDOF), el Consell va ampliar el seu mandat per sis mesos més fins al 30 de novembre de 1998.
La resolució va decidir fer una crida a les parts interessades a aplicar immediatament la Resolució 338 (1973) i va sol·licitar que el Secretari General presentés un informe sobre la situació al final d'aquest període.
L'informe del Secretari General sobre la resolució anterior sobre la UNDOF va dir que la situació entre Israel i Síria havia romàs tranquil·la malgrat la situació a l'Orient Mitjà. Mentrestant, es van informar d'algunes restriccions a ambdós costats de llibertat de moviments de la UNDOF.